# Henrique Campos
Henrique Xavier de Oliveira Campos (Santarém, 9 de fevereiro de 1909 — Lisboa, 18 de dezembro de 1983) foi um realizador e ator português.

## Biografia
Depois de completar os estudos liceais na sua cidade natal, vai para Lisboa em 1931, ingressando na companhia teatral de Alves da Cunha, sediada no Teatro Politeama. É nesta Companhia e, mais tarde, na Companhia de Abílio Alves (sediada no Teatro Avenida) que enceta uma carreira teatral com algum sucesso. É como ator que inicia a sua carreira no cinema, ao participar, em 1938, em Os Fidalgos da Casa Mourisca de Arthur Duarte
Tomado de amores pelo cinema, decide ir para Espanha adquirir conhecimentos técnicos que lhe permitissem passar à realização. Após três anos de vicissitudes na rodagem do filme, consegue estrear em setembro de 1946 a sua primeira obra como realizador: Um Homem do Ribatejo. A sua carreira estava lançada e foi prolífica, tendo realizado um número de longas-metragens muito superior à média dos cineastas portugueses. Assumindo a vertente comercial dos seus filmes, Campos tocou vários géneros ao gosto popular português dos anos 50 e 60. No filme Rosa de Alfama foi realizador e ator no papel de Renato.

## Filmografia

### Longas-metragens
- 1946: Um Homem do Ribatejo
- 1947: Rainha Santa
- 1949: Ribatejo
- 1950: Cantiga da rua
- 1953: Duas causas
- 1953: Rosa de Alfama
- 1954: Quando o mar galgou a terra
- 1956: Perdeu-se um marido
- 1958: O Homem do Dia
- 1959: A luz vem do alto
- 1963: Pão, amor e... totobola
- 1964: A canção da saudade
- 1968: Estrada da Vida
- 1969: O ladrão de quem se fala
- 1970: O Destino Marca a Hora
- 1970: A maluquinha de Arroios
- 1972: Os mais cornos do Brasil

### Documentários e curtas-metragens
- 1949: Campeões do mundo
- 1949: A canção do cigano
- 1949: Canção fadista
- 1949: Fado Hilário
- 1949: Guadiana
- 1949: Rainha Santa
- 1949: Santa Luzia
- 1950: Canção serrana
- 1950: Candeeiro de esquina
- 1950: Catraia do Porto
- 1954: A ilha verde
- 1962: Férias... num lugar ao sol